# André Claisse
André Claisse detto Goupil (Parigi, 16 luglio 1918 – Troyes, 26 settembre 2006) è stato un politico francese.
André Claisse era conosciuto come Goupil (Volpe). Soprannome che conquistò in gioventù, quando, orfano, mostrò di sapersi districare di fronte alle avversità della vita. Nei primi anni trenta del Novecento militò nell'organizzazione giovanile del Partito Comunista Francese.
Fu poi assunto dalle ferroviere e, allo scoppio della guerra, fu mobilitato al fronte. Dopo una breve prigionia, nel 1940 poté tornare a Parigi, dove aderì all'Union Communiste (UC), una formazione che aveva rotto con il trotskismo ufficiale e che pubblicava il foglio “Lutte de Classe”. Durante l'occupazione tedesca, cercò di svolgere attività politica alla Citroën.
Nell'aprile-maggio 1947, partecipò all'organizzazione dei grandi scioperi della Renault di Billancourt, che furono la prima grande manifestazione del proletariato industriale del dopoguerra. Seppur per lo spazio di un mattino, Goupil svolse un ruolo di rilievo in seno al Comitato di sciopero. In quelle circostanze, maturò un crescente contrasto con l'Union Communiste, che giudicò ancorata a una visione tradeunionista e corporativa delle lotte operaie.
Le sue posizioni politiche si radicalizzarono e lo portarono ad aderire alla Gauche Communiste de France e, quando questa si sciolse, nel 1952, alla Fraction Française de la Gauche Communiste (FFGC), interfaccia francese del Partito Comunista Internazionalista, che in Italia pubblicava “il programma comunista”, di cui fece parte fino al 1971.
In quel periodo, fu colpito da un primo attacco tumorale, che ostacolò la sua attività politica, mantenne tuttavia contatti con alcuni compagni. Gli anni novanta lo videro ancora sulla breccia, partecipe alle iniziative della Corrente Comunista Internazionale, del Partito Comunista Internazionale e del Bureau Internazionale per il Partito Rivoluzionario (promosso dagli internazionalisti italiani di "Battaglia Comunista"), fu inoltre tra i fondatori della rivista francese “Bilan et Perspectives”, che lasciò nel 2002.
Veterano della politica e ricco di esperienze, Goupil ha offerto un vivace contributo alle piccole e grandi discussioni, combattendo sempre quei limiti della routine militante, che finiscono per offuscare la prospettiva della rivoluzione comunista.